# Georges Ducrocq
Georges Ducrocq (Lille, 5 juillet 1874 - Morey, 29 septembre 1927) est un explorateur, écrivain et poète français.

## Biographie
Membre de la Société de géographie de Paris, il visite en compagnie de Louis Marin le Caucase et le Turkestan russe en 1899 puis, en 1901, entreprend un important périple en Extrême-Orient, toujours avec le même compagnon et un ami nommé Paul Collenot. 
En juillet 1901, les trois partent ainsi de Paris et gagnent Moscou où ils empruntent le Transsibérien qui, en onze jours, les mènent à Irkoutsk. Ils longent à cheval et en tarantass le lac Baïkal, remontent l'Irkout et pénètrent en Mongolie. Ils descendent ensuite la Chilka puis l'Amour, visitent Khabarovsk, Nikolaevsk et arrivent à Vladivostok. Ils voient encore Kharbine et Moukden puis atteignent Pékin. 
Après Port-Arthur, Ducrocq laisse ses compagnons et s'embarque pour la Corée. Il visite alors Séoul. 
Rentré en France en février 1902, il rédige les récits de son ami Louis Marin. Attaché militaire à Téhéran en 1918, il accompagne le général Maxime Weygand en Syrie.
Il meurt dans un accident de chasse dans le parc de son château de Morey. Un monument en pleine forêt rappelle encore cet événement tragique, avec le texte suivant :
« Ici est mort le 29 septembre 1927, en la fête de saint Michel, Georges Ducrocq, écrivain français, capitaine aux chasseurs à pied. » « Mon heure est venue, la victoire et la paix éternelle sont à celui qui n’a pas failli. Ne les oublions pas. Georges Ducrocq, Les Lions, 1912. » « Agir, ne plus douter de mon pays ni de mes propres forces, agir, servir, être un soldat dans le rang, lutter sans trêve, être l’artisan de la victoire, mourir content. Georges Ducrocq, Adrienne, printemps 1904. » « Dieu l’a rappelé à lui dans cette forêt qu’il a chantée au cœur de la Lorraine qu’il a tant aimée, en vue de Metz et des pays captifs dont la liberté orienta toute sa vie, sur ce Grand Couronné qu’il avait contribué à faire défendre. » « Depuis 40 ans, on s’habitue à glorifier la défaite, le courage malheureux, on t’enseigne à courber la tête. Relève-la, quitte l’erreur et le respect humain de tes aînés et prends en pitié leurs vaines disputes. Pour toi, poursuis ta tâche, reprends bien en main ton épée et, le jour où il faudra frapper dur, la victoire te tend les bras. Georges Ducrocq, juin 1914. « C’est une façon pour les morts de nous faire encore du bien que de nous inspirer les hautes pensées qui peuvent diriger toute notre vie, Louis Marin, 22 mars 1907. »

## Œuvres
- Pauvre et douce Corée, 1904 (lire sur Wikisource)
- Du Kremlin au Pacifique, 1905
- Les Matins lumineux, 1907
- La Blessure mal fermée, notes d'un voyageur en Alsace-Lorraine, 1910 - Prix Jules-Davaine de l’Académie française en 1912
- Les Roses du Valois, poèmes, 1912
- Les Provinces inébranlables, l'Austrasie, la question d'Alsace-Lorraine, Metz, la Wallonie, 1913
- Adrienne, 1914
- Les Lions et les cœurs (notes sur le Danemark), 1914
- La Fleur de Lille, 1917
- Le journal de Soleiman, 1924
- La Belle Libanaise, 1930
- Jours ardents, poésies posthumes, 1935
- (posthume) Journal de Perse in [édition et introduction de Yann Richard], Regards français sur le coup d’État de 1921 en Perse, Journaux personnels de Georges Ducrocq et Hélène Hoppenot, Leiden - Boston, Brill, 2015, VI-699 p.

## Odonyme
- Une rue de Metz lui rend hommage.